# Балістичний транзистор

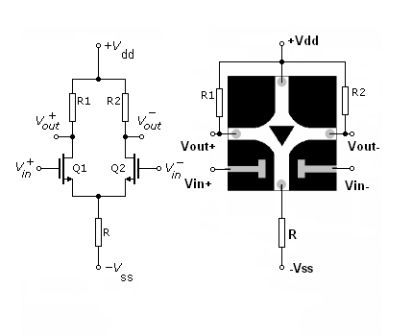
Диференціальний підсилювач на балістичних транзисторах

Балістичний транзистор — збірна назва електронних пристроїв, де носії струму рухаються без дисипації енергії і довжина вільного пробігу носіїв набагато більша розміру каналу транзистора.
В теорії ці транзистори дозволять створити високочастотні (ТГц діапазон) інтегральні схеми, оскільки швидкодія транзисторів визначається часом прольоту електронів між емітером і колектором або, іншими словами, відстанню між контактами, поділеній на швидкість електронів. У балістичному транзисторі швидкість електронів визначається фермієвською, а не дрейфовою швидкістю пов'язаної з рухливістю носіїв заряду.
Для реалізації такого типу транзистора необхідно виключити розсіювання носіїв на дефектах кристалу в струмовому каналі (включаючи розсіювання на фононах), що можна досягти лише в дуже чистих матеріалах, таких як гетероструктура GaAs/AlGaAs. Двовимірний електронний газ, сформований в GaAs квантовій ямі характеризується високою рухливістю при низькій температурі і відповідно більшою, ніж в інших матеріалах довжиною вільного пробігу, що дозволяє створювати за допомогою електронної літографії пристрої, де траєкторією електронів можна управляти за допомогою затворів або дзеркально розсіювальних дефектів, хоча звичайний польовий транзистор при досить малих розмірах теж буде працювати як балістичний.
Балістичні транзистори також створені на основі вуглецевих нанотрубок, де завдяки відсутності зворотного розсіювання (довжина вільного пробігу збільшується до лінійного розміру трубки) робочі температури навіть вищі, ніж у випадку з GaAs.